# Borisăuca, Cetatea Albă
Borisăuca, de asemenea Borisovca, întâlnit și sub forma Borisauca (în rusă Борисовка, transliterat: Borisovka, în ucraineană Борисівка, transliterat: Borîsivka) este un sat reședință de comună în raionul Cetatea Albă din regiunea Odesa (Ucraina). Are 1,803 locuitori, preponderent români (moldoveni).
Satul este situat la o altitudine de 27 metri, în partea centrală a comunei Tatarbunar, pe malul de nord-vest al Limanului Sasic. El se află la o distanță de 5 km sud de centrul comunei Tatarbunar și la 25 km sud-vest de stația de cale ferată Sărata.

## Istoric
Prin Tratatul de pace de la București, semnat pe 16/28 mai 1812, între Imperiul Rus și Imperiul Otoman, la încheierea războiului ruso-turc din 1806 – 1812, Rusia a ocupat teritoriul de est al Moldovei dintre Prut și Nistru, pe care l-a alăturat Ținutului Hotin și Basarabiei/Bugeacului luate de la turci, denumind ansamblul Basarabia (în 1813) și transformându-l într-o gubernie împărțită în zece ținuturi (Hotin, Soroca, Bălți, Orhei, Lăpușna, Tighina, Cahul, Bolgrad, Chilia și Cetatea Albă, capitala guberniei fiind stabilită la Chișinău).
Satul Borisovca a fost întemeiat în anul 1822 de către țărani moldoveni fugiți de iobăgie.
În urma Tratatului de la Paris din 1856, care încheia Războiul Crimeii (1853-1856), Rusia a retrocedat Moldovei o fâșie de pământ din sud-vestul Basarabiei (cunoscută sub denumirea de Cahul, Bolgrad și Ismail). În urma acestei pierderi teritoriale, Rusia nu a mai avut acces la gurile Dunării. În urma Unirii Moldovei cu Țara Românească din 1859, acest teritoriu a intrat în componența noului stat România (numit până în 1866 "Principatele Unite ale Valahiei și Moldovei"). În urma Tratatului de pace de la Berlin din 1878, România a fost constrânsă să cedeze Rusiei sudul Basarabiei.
În perioada de până la primul război mondial, s-au intensificat nemulțumirile țăranilor săraci cauzate de lipsa pământului. În mai 1916, sătenii au refuzat să plătească chirie pentru folosirea terenurilor. În aprilie 1917, l-au sechestrat pe executorul judecătoresc și au declarat pământul ca proprietate a poporului. În decembrie 1917, activiștii bolșevici au preluat conducerea în sat. Intervenția armatei române a dus la înăbușirea rebeliunii bolșevice și la pacificarea localității.
După Unirea Basarabiei cu România la 27 martie 1918, satul Borisovca (Borisăuca) a făcut parte din componența României, în Plasa Chilia-Nouă a județului Ismail. Pe atunci, majoritatea populației era formată din români, existând și o comunitate de ruși. La recensământul din 1930, s-a constatat că din cei 1.504 locuitori din sat, 1.436 erau români (95.48%), 43 ruși (2.86%), 11 ucraineni (0.73%), 4 bulgari, 1 polonez și 1 grec. La 1 ianuarie 1940, din cei 1.682 locuitori ai satului, 1.642 erau români (97.62%), 38 ruși (2.26%) și 2 bulgari.
În perioada interbelică, Borisăuca a fost o mică stațiune balneară, situată pe marginea lacului Sasic. Aici erau tratate boli precum reumatismul, afecțiuni genitale interne la femei, afecțiuni nervoase, boli de piele, sifilis, tuberculoze (cu excepția celei pulmonare). În tratament se folosea apa cu o bogată concentrație cloruro–sodică a lacului și nămolul sulfo-feruginos. În sat a existat și o mănăstire ortodoxă .
La reforma agrară din 1921, au fost excluși de la împroprietărire 75 de țărani din cele 197 de familii, pe motivul că membrii de familie erau implicati în industriile auxiliare. Mai mulți săteni au participat la Răscoala de la Tatarbunar din 1924, organizată de bolșevicii din URSS.  După înăbușirea revoltei, au fost arestați mai mulți localnici.
Ca urmare a Pactului Ribbentrop-Molotov (1939), Basarabia, Bucovina de Nord și Ținutul Herța au fost anexate de către URSS la 28 iunie 1940. După ce Basarabia a fost ocupată de sovietici, Stalin a dezmembrat-o în trei părți. Astfel, la 2 august 1940, a fost înființată RSS Moldovenească, iar părțile de sud (județele românești Cetatea Albă și Ismail) și de nord (județul Hotin) ale Basarabiei, precum și nordul Bucovinei și Ținutul Herța au fost alipite RSS Ucrainene. La 7 august 1940, a fost creată regiunea Ismail, formată din teritoriile aflate în sudul Basarabiei și care au fost alipite RSS Ucrainene .
În perioada 1941-1944, toate teritoriile anexate anterior de URSS au reintrat în componența României. Apoi, cele trei teritorii au fost reocupate de către URSS în anul 1944 și integrate în componența RSS Ucrainene, conform organizării teritoriale făcute de Stalin după anexarea din 1940, când Basarabia a fost ruptă în trei părți. Un număr de 288 localnici au luptat în cel de-al doilea război mondial, 161 dintre ei murind pe front.
În anul 1954, Regiunea Ismail a fost desființată, iar localitățile componente au fost incluse în Regiunea Odesa.
Începând din anul 1991, satul Borisovca face parte din raionul Tatarbunar al regiunii Odesa din cadrul Ucrainei independente. În prezent, satul are 1.803 locuitori, în proporții mari români (moldoveni) și ucraineni.

## Economie
Locuitorii satului Borisovca se ocupă în principal cu agricultura și viticultura. Se cultivă cereale și soiuri rare de struguri.

## Cultura
Școala din satul Borisovca are limba română ca limbă de predare .
În acest sat își desfășoară activitatea asociația culturală a românilor "Valul lui Traian".

## Demografie
Componența lingvistică a comunei Borisăuca
     Română (91,8%)
     Ucraineană (3,55%)
     Rusă (3,49%)
     Alte limbi (0,44%)
Conform recensământului din 2001, majoritatea populației comunei Borisăuca era vorbitoare de română (91,8%), existând în minoritate și vorbitori de ucraineană (3,55%) și rusă (3,49%).
1930: 1.504 (recensământ) 
1940: 1.682 (estimare)
2001: 1.803 (recensământ)

## Obiective turistice
- Monumentul lui V.I. Lenin